# Trichoniscus nicaeensis
Trichoniscus nicaeensis är en kräftdjursart som beskrevs av Legr and 1953A. Trichoniscus nicaeensis ingår i släktet Trichoniscus och familjen Trichoniscidae. Inga underarter finns listade i Catalogue of Life.